# Paladina
Paladina – miejscowość i gmina we Włoszech, w regionie Lombardia, w prowincji Bergamo.
Według danych na styczeń 2009 gminę zamieszkiwało 3955 osób przy gęstości zaludnienia 1977, 5 os./1 km².